# Louis Skidmore
Louis Skidmore (8 de abril de 1897 - 27 de septiembre de 1962) fue un arquitecto americano, cofundador de la empresa de arquitectura Skidmore, Owings y Merrill (SOM) y ganador de la Medalla de Oro del AIA.

## Biografía
Louis Skidmore nació en Lawrenceburg (Indiana). Sirvió en el Ejército de Estados Unidos durante la Primera Guerra Mundial como Sargento. El 14 de junio de 1930 se casó con Eloise Owings, la hermana de Nathaniel A. Owings, su futuro socio empresarial. Louis y Eloise estuvieron casados durante más de 32 años hasta su muerte en 1962. Tuvieron dos hijos Louis, Jr. y Philip Murray.

### Instituto Politécnico Bradley
Louis Skidmore estudió en el Instituto Politécnico Bradley, conocido actualmente como Universidad de Bradley en Peoria, Illinois, acabando en 1917.

### Boston
Louis Skidmore realizó sus prácticas profesionales en Cram and Ferguson, una empresa grande y reconocida de Boston que diseñó edificios de estilo gótico. Por la noche estudió en el Boston Architectural Club creando problemas adicionales de diseño que fueron criticados por profesores de Harvard y del MIT. El hecho de ganar un premio en el BAC le abrió la puerta para que pudiera acudir al MIT. Posteriormente pasó a estudiar en Instituto de Massachusetts de Tecnología hasta el año 1924.

### Europa
Después de que ocho años de practicar arquitectura, Skidmore ganó la beca Rotch Travelling Fellowship que le permitió por Europa, donde gastó su tiempo principalmente en Roma y París.
Mientras estaba en París conoció a Raymond Hood, quién le convenció para involucrarse en la Feria Mundial de Chicago, de la que Hood era director del Comité de Diseño. También, mientras estaba en Europa,  conoció a Eloise Owings. Regresaron juntos a los Estados Unidos donde Eloise le presentó a su hermano Nathaniel "Nat" Owings.

### Feria mundial de Chicago
Skidmore empezó trabajando como delineante de diseño o diseñador junior con Raymond Hood en el Comité de Diseño, y junto al también contratado Nat Owings. Cuando el General Rufus Dawes, director de la Feria, despidió al resto de arquitectos del comité, Skidmore, siendo el único que permaneció, pasó a convertirse en el revisor de todos los diseños que presentaron las diversas empresas para la Feria. Como resultado, Skidmore se relacionó con muchas compañías comerciales. Después de que la Feria, se creó el Museo de Ciencia e Industria y contrataron a Skidmore para estudiar el museo en Múnich.

### Skidmore, Owings y Merrill (SOM)
Skidmore y Nathaniel A. Owings cofundaron la empresa en 1936. John O. Merrill se convirtió en el tercer socio en 1939. Durante los años de la Segunda Guerra Mundial la empresa construyó un buen número de grandes proyectos de alojamiento, más notablemente la ciudad inicialmente secreta de Oak Ridge, Tennessee. En Nueva York, en época de la guerra, un importante proyecto fue el de las casas Abraham Lincoln Houses, un edificio de 14 plantas en Harlem completado en 1948. Otro importante proyecto gubernamental fue la Academia de las Fuerzas Aéreas de los Estados Unidos. La empresa logró reputación en el desarrollo fiable de grandes proyectos, y se convirtió en uno de los mayores y más nombrados constructores de rascacielos de los años 50. El edificio más famoso de SOM fue la Lever House, construida en 1952.
"Skid era un chico muy tranquilo, muy brillante y lo bastante mañoso para conseguir trabajo, pero muy  agradable y, si se tomaba algunas copas, era muy cordial. Nunca fue mezquino. No pudo haber sido más agradable conmigo y con los cuatro socios con los que crecimos. Skid era el hombre que tuvo la perspicacia de encontrar gente. Skid consiguió los primeros cuatro socios." - Gordon Bunshaft

### Implicación cívica
Louis Skidmore fue presidente del New York Building Congress en 1949 y fue vicepresidente de la Liga Arquitectónica de Nueva York en 1952.
Recibió la Medalla de Oro del AIA en 1957, el honor individual más alto para arquitectura del Instituto americano de Arquitectos.

### Hijos
Louis Skidmore Jr. se retiró como socio en Skidmore Owings & Merrill y actualmente reside en Houston, Texas.
Philip M. Skidmore vive y trabaja en Greenwich (Connecticut) donde es Presidente de la administración financiera de la empresa Belpointe Asset Management.

### Nietos
El primer nieto de Louis Skidmore, Louis Skidmore Jr., fue padre de tres niños: Christopher Skidmore, Elizabeth Skidmore y Heather Howard.
Philip Skidmore tuvo dos niños: Gregory Skidmore y Anne Skidmore.